# Nivon
Nivon (een acroniem voor: Nederlands Instituut voor Volksontwikkeling en Natuurvriendenwerk) is de Nederlandse tak van de Internationale Natuurvrienden (NFI). Nivon - ook wel aangeduid als 'Nivon Natuurvrienden' - is in 1960 voortgekomen uit het Instituut voor Arbeidersontwikkeling (IvAO). Het heeft als doel mensen en natuur bij elkaar te brengen en hen de mogelijkheid te geven zich te ontspannen, elkaar te ontmoeten, te ontdekken en zich te ontplooien. De kernwaarden van Nivon zijn: "Eerlijk, Groen, Sociaal en Verdraagzaam".
Nivon exploiteert in Nederland dertien 'natuurvriendenhuizen' en twaalf kampeerterreinen.
NivonJong is de jongerenafdeling van Nivon.

## Organisatie
Nivon Natuurvrienden heeft circa 2500 vrijwilligers en ongeveer 26.000 leden (2022), die per jaar meer dan 1500 activiteiten organiseren, van kinderkamp tot seniorennetwerk, van Pieterpad tot natuurvriendenhuizen. Ook organiseert Nivon actieve reizen, zoals bergwandeltrefkampen, met oog voor respect voor de natuur en zonder winstoogmerk. Nivon noemt zichzelf wel een voor-door organisatie; activiteiten worden georganiseerd in verschillende werkgroepen, onder andere Nivon Watersport, Jump Zomerkampen en Spring.

## Geschiedenis
Nivon is in 1960 voortgekomen uit het Instituut voor Arbeidersontwikkeling (IvAO). Dat instituut was opgericht in 1924 en in 1929 gefuseerd met de, in 1921 opgerichte, Nederlandsche Arbeiders Reis Vereeniging (NARV).  Binnen de Rode  familie kon men destijds lid zijn van de Partij (SDAP), de Bond (NVV), de Omroep (VARA) en het Instituut (IvAO). Het Instituut was verantwoordelijk voor de scholing van de arbeiders en de 'gestaalde kaders van het socialisme'. Arbeiders mondig maken was een belangrijk doel. Volgens de oude doelstellingen tracht Nivon het welzijn van mensen te bevorderen door mensen te helpen om hun leven in evenwicht te brengen met de natuur, techniek en cultuur. Nivon streeft volgens zijn statuten naar "een democratisch-socialistische maatschappij, gebaseerd op vrijheid, gerechtigheid en gemeenschapszin". De politieke banden met de PvdA zijn verbroken, maar de geschiedenis heeft de vereniging wel een duidelijke kleur gegeven.
Nivon heeft, als partner van Wandelnet (voorheen Wandelplatform), een belangrijke bijdrage geleverd bij het opzetten van meer dan 40 langeafstandswandelpaden (LAW's) en streekpaden in Nederland waaronder het Pieterpad. De vereniging bezit (2017) twaalf natuurkampeerterreinen en dertien natuurvriendenhuizen.

## Jongerenorganisatie
NivonJong (voorheen: Nivon Jeugd en Jongeren) is de jongerenorganisatie van Nivon. Uitgangspunt is bewustwording op het gebied van natuur, cultuur en maatschappij.
Het is een vereniging die de mogelijkheid biedt om te genieten en te beleven, om de omgeving te ontdekken en anderen te ontmoeten, om te ontspannen en te ontplooien, te ondernemen of zelf iets te organiseren.

### Geschiedenis
Toen in 1959 de Arbeiders Jeugd Centrale (AJC) werd opgeheven, besloot Nivon om deze leegte op te vullen door een autonome jongerenorganisatie op te richten. Met name in de jaren zeventig en tachtig heeft de organisatie een sterk politiek karakter. Ze neemt deel aan en in talloze politieke debatten en organisaties. Later wordt het politieke element losgelaten, en richt de organisatie zich nog uitsluitend op ontplooiings- en ontspanningsactiviteiten.

### Werkgroepen
Er zijn verschillende werkgroepen die onderdeel zijn van NivonJong:
- Nivon Watersport organiseert elke zomer zeilkampen en vakanties voor kinderen en jongeren tussen de 9 en 20 jaar oud.
- JUMP Zomerkampen zijn een product van de JUMP-werkgroep van Nivon. Elk jaar organiseren jongeren en begeleiders in de leeftijden 18 tot 30 jaar, zes tot tien kampen voor 6- tot 17-jarigen.
- Spring Reizen organiseert wandelreizen en wandelweekenden voor 25- tot 40-jarigen. Ook andere activiteiten dan wandelen zitten in het programma.

## Natuurvriendenhuizen

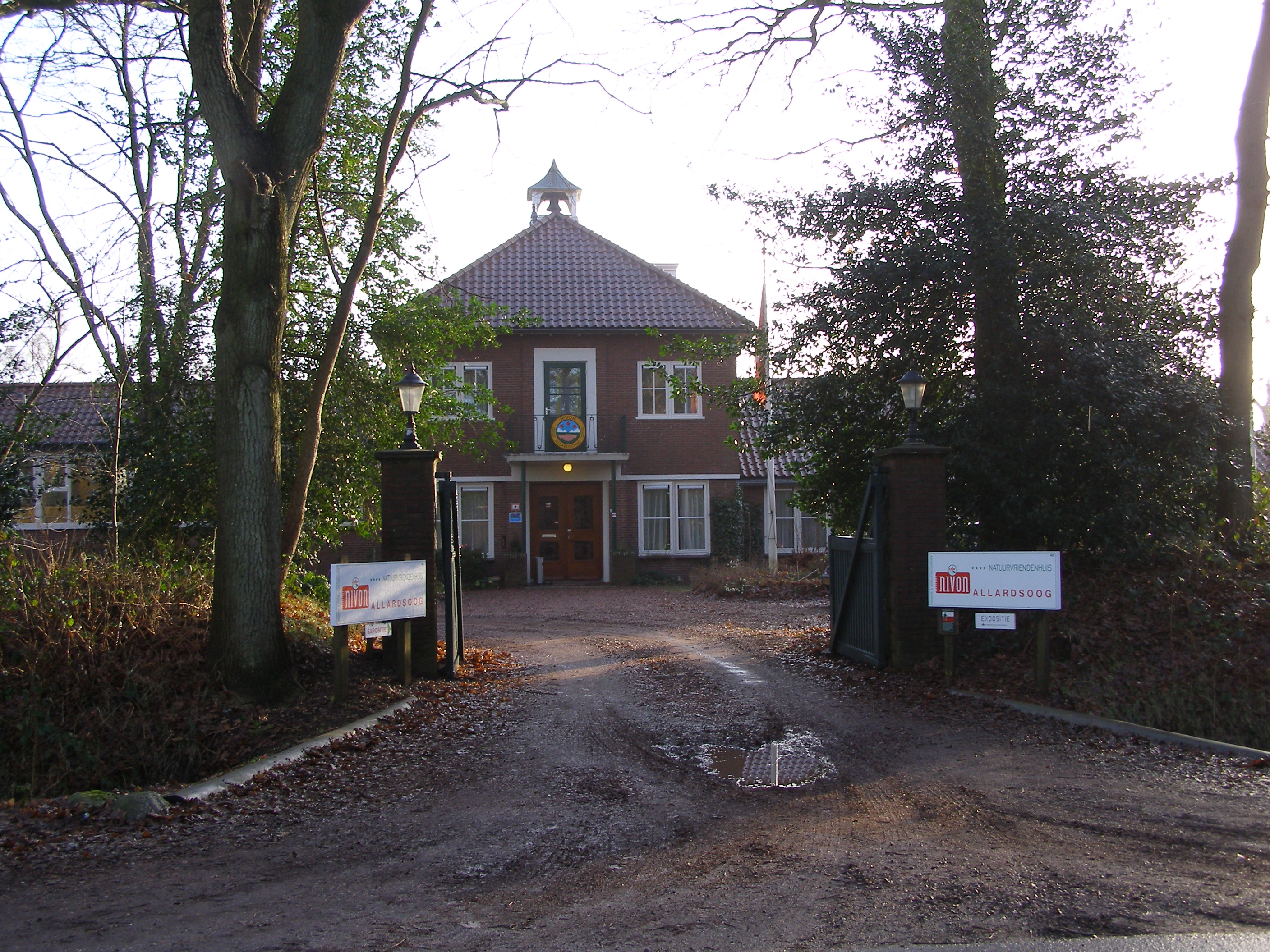
Natuurvriendenhuis Allardsoog in Allardsoog nabij Een-West

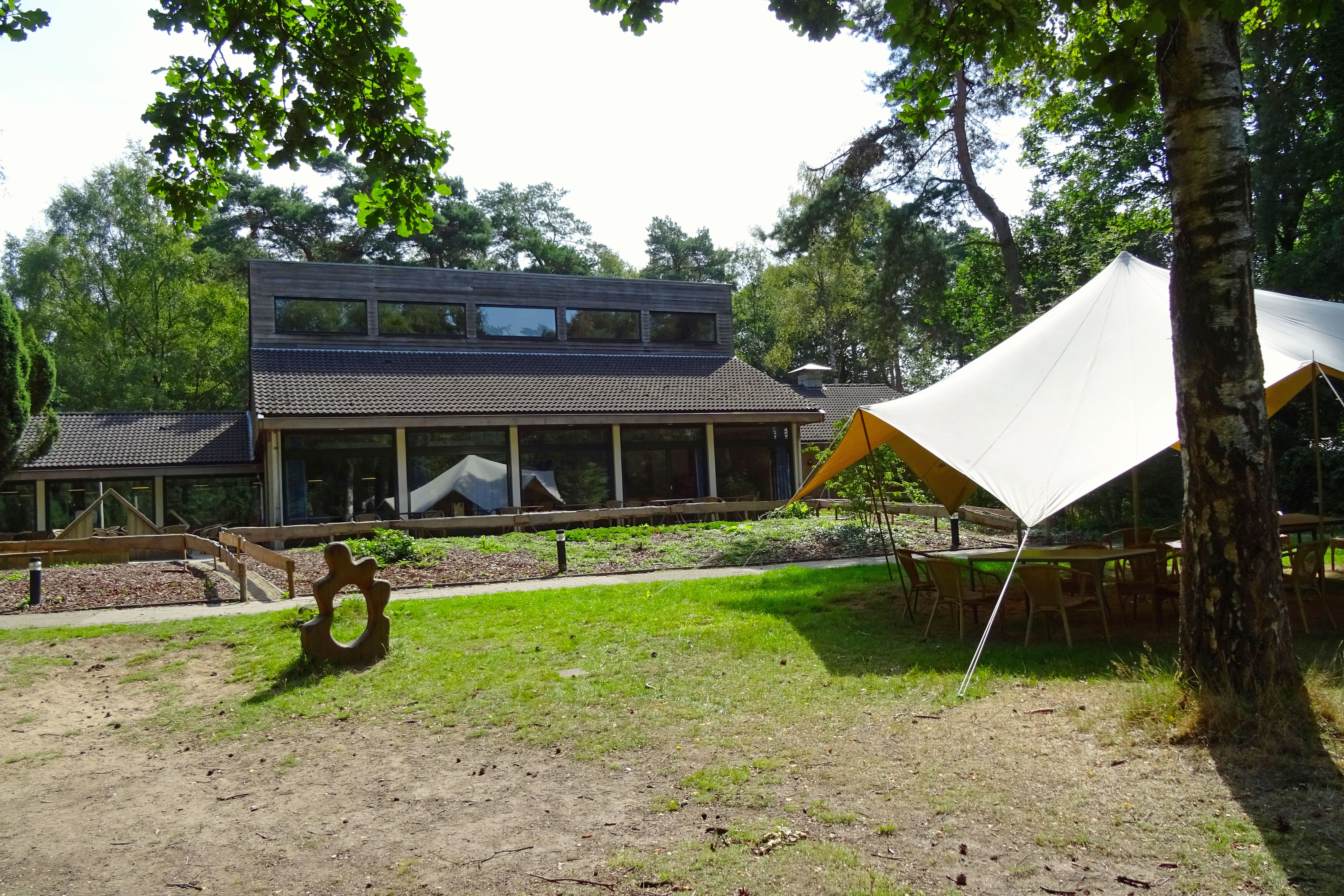
Natuurvriendenhuis De Bosbeek in Bennekom

Nivon bezit dertien natuurvriendenhuizen: 'doe-het-zelf'-hotels, waar gasten verblijven op basis van zelfverzorging. Ze zijn praktisch en betrekkelijk eenvoudig ingericht. Keukens, dagverblijven en sanitaire voorzieningen worden gedeeld met andere gasten. De natuurvriendenhuizen worden op de locatie beheerd door een vrijwilliger, die als gastheer of gastvrouw in Nivon-kringen de naam "huiswacht" draagt.
Het idee van de natuurvriendenhuizen is terug te vinden in de Duitse 'Naturfreundehäuser'. Daarvan bevinden er zich 400 in Duitsland en 600 elders in de wereld, zoals in Zwitserland.
In Nederland zijn de volgende dertien huizen te vinden:
| Naam                             | Plaats         | Provincie | Aantal bedden |
| -------------------------------- | -------------- | --------- | ------------- |
| Het ABK-huis                     | Hall           | GE        | 60            |
| Natuurvriendenhuis Allardsoog    | Allardsoog     | DR        | 61            |
| Natuurvriendenhuis Banjaert      | Wijk aan Zee   | NH        | 80            |
| Natuurvriendenhuis De Bosbeek    | Bennekom       | GE        | 98            |
| Natuurvriendenhuis De Hondsrug   | Noordlaren     | GR        | 48            |
| Natuurvriendenhuis Den Broam     | Buurse         | OV        | 32            |
| Natuurvriendenhuis Eikhold       | Heerlen        | LB        | 80            |
| Natuurvriendenhuis Het Hunehuis  | Darp           | DR        | 63            |
| Natuurvriendenhuis Het Zeehuis   | Bergen aan Zee | NH        | 84            |
| Natuurvriendenhuis De Kleine Rug | Dordrecht      | ZH        | 33            |
| Het Koos Vorrinkhuis             | Lage Vuursche  | UT        | 100           |
| Natuurvriendenhuis Krikkenhaar   | Bornerbroek    | OV        | 50            |
| Natuurvriendenhuis Morgenrood    | Oisterwijk     | NB        | 83            |

## Reizen
In de jaren zestig en zeventig van de vorige eeuw kwam de Nivon reizen tot bloei. In deze tijd sprak het samen op vakantie gaan met gelijkgezinden veel mensen aan. Het Nivon reizenwerk raakte meer op de achtergrond in de jaren tachtig, toen de arbeiders het beter kregen en het massatoerisme opkwam.
Nivon reizen worden georganiseerd door verschillende groepen binnen de vereniging: lokale afdelingen, regionale bergsportgroepen en landelijke werkgroepen. Het reizenwerk op landelijk niveau kan worden onderverdeeld in NivonJong reizen, 50+-reizen georganiseerd door de Melchersstichting en het algemene Nivon reizenwerk. Dit laatste omvat watersport- en wintersportreizen, trefkampen en natuur- en cultuurreizen.

### Uitgangspunten
De uitgangspunten van de Nivon-reizen zijn:
- Nivonreizen zijn groepsreizen. Het groepskarakter past bij het Nivon: samen activiteiten ondernemen en open staan voor contact met anderen.
- Nivon-lidmaatschap is niet verplicht.
- "Voor-en-door" formule: vrijwilligers zetten de reizen op en ook de deelnemers leveren een actieve bijdrage tijdens de reis.
- Aandacht voor de omgeving: natuur en/of cultuur.
- Duurzaamheid: zo weinig mogelijk schade aanrichten aan de natuurlijke, sociale en culturele omgeving. Er worden geen vliegreizen georganiseerd.
- "Luxe van eenvoud", soberheid uit zich in vervoer, de accommodaties en de bestemmingskeuze.

### Spring Reizen
Spring Reizen, kortweg Spring, is een reizenwerkgroep voor 25- tot 40-jarigen. De werkgroep richt zich op de ontwikkeling en uitvoering van wandelreizen en -weekenden. Ook andere activiteiten, zoals kanoën en sneeuwwandelen, maken deel uit van het programma. Spring is een van de drie werkgroepen van NivonJong en is opgericht in 1996. Er worden een tiental nieuwe reizen per jaar in alle seizoenen en een twintigtal weekends in Nederland en het nabije buitenland georganiseerd.